# Astrid Lindekvist
Astrid Lindekvist (i riksdagen kallad Lindekvist i Skellefteå), född 26 maj 1907 i Stockholm, död 19 november 1990 i Skellefteå, var en svensk politiker (socialdemokrat).
Lindekvist var ledamot av Sveriges riksdag från 1961, invald i Västerbottens läns valkrets. I riksdagen skrev hon sex egna motioner bland annat om förebyggande av barnolycksfall  och om familjeförsörjares efterlevandepension.
Astrid Lindekvist är begravd på Sunnanå kyrkogård.